# عيد بهجة التوراة
عيد بهجة التوراة (العبرية: שמחת תורה) هو عيد يهودي يحتفل به في اليوم الأخير من عيد السكوت (المعروف أيضاً بعيد العرش), ويصادف ذلك في الثاني والعشرين من تشرين الأول في إسرائيل, وفي الخارج يحتفل به في اليومين الثاني والثالث والعشرين من نفس الشهر. يتميز هذا العيد بإنهاء القراءة السنوية لالتوراة والبدء مجدداً من البداية (التكوين), مما يعبر عن دورة الحياة المستمرة والتجديد الروحي.

## التقاليد والاحتفالات
خلال عيد بهجة التوراة, تُخرج السفاريم (التوراة) من خزائنها وتُحمل بفرح في مسيرات حول المنبر (البيمة) في الكنيس, مرتين في المساء ومرة في الصباح. يُعرف هذا التقليد بـ"الحكافوت" ويُشارك فيه جميع أفراد المجتمع, من الكبار والصغار, في رقص وغناء يحيط بالتوراة, معبرين عن حبهم واحترامهم للنص المقدس.

## أهمية العيد
يُعتبر عيد بهجة التوراة فرصة لتجديد العلاقة الشخصية والجماعية مع التوراة والتقاليد اليهودية. إنه يذكر الجميع بالدورة المتجددة للحياة والأهمية المركزية للتوراة في الحياة اليهودية. يعبر العيد عن الفرح العميق بالتوراة كمصدر للحكمة والإرشاد.

## ختام
يقدم عيد بهجة التوراة فرصة سنوية لليهود في جميع أنحاء العالم للتعبير عن فرحهم بالتوراة وتقاليدهم. من خلال الاحتفالات والطقوس الخاصة به, يُعزز العيد الوحدة والانتماء داخل المجتمع اليهودي ويُجدد التزامه بقيم وتعاليم التوراة.